# Socialismo autogestionario
El socialismo autogestionario o socialismo de autogestión son términos usados para referirse a un conjunto de modelos teóricos y prácticos del socialismo que enfatizan principalmente en la gestión participativa y autónoma de los trabajadores en las empresas donde trabajan, aunque también puede extenderse a otros ámbitos no solamente económicos como las comunidades, las comunas, los partidos, las federaciones, confederaciones o el Estado. El socialismo autogestionario ha sido defendido por algunos marxistas, socialistas libertarios y algunos socialistas democráticos, así como otros tipos de socialistas e incluso una rama del carlismo.

## Teoría

### Generalidades
En general, el socialismo autogestionario implica distintas formas de trabajo asociado en las empresas. La propiedad de los medios de producción puede ser directamente del colectivo de trabajadores, de la comunidad, de cada individuo de la asociación o del Estado en sus distintos niveles. De igual manera, en mayor o menor grado los trabajadores ejercen una gestión autónoma sobre los medios de producción frente al Estado.
Por otra parte, los modelos de socialismo autogestionario pueden intersectarse con formas de socialismo de mercado (mercado libre o regulado), con formas de economía planificada (centralizada o descentralizada), con ausencia de mercado (comunismo), así como combinaciones en distintos grados de estos elementos. Asimismo, algunos modelos admiten coexistencia con formas de cogestión entre los trabajadores y sus empleadores (estatales o privados), cuyo grado podría ser incluso el de una autogestión de facto.
La autogestión implica la propiedad o control social de los medios de producción y la descentralización y autonomía de las decisiones, lo cual no impide un acuerdo o conexión con otros entes de su mismo nivel o entes superiores. La autogestión total es imposible en un régimen capitalista convencional, así como en un régimen de planificación central rígido.

### Formas de gestionar la empresa
La organización interna de una empresa autogestionada podría variar de acuerdo a la voluntad de sus miembros, a los acuerdos con entes laterales o superiores, según la legislación presente en el país de su formación o por las propias condiciones sociales, económicas y culturales donde está sumergida la empresa.
En la Yugoslavia socialista, según Alberto Baltra, una empresa autogestionada podría estar formada por los siguientes elementos:
- Colectivo obrero. Formado por el conjunto de los trabajadores. Órgano supremo de control y gestión de los trabajadores.

- Consejo obrero. En las empresas con más de treinta obreros hay un consejo, que puede tener de 15 a 120 miembros, y que se elige anualmente por sufragio directo de los trabajadores. Es el consejo obrero que, en principio, es el más alto organismo en la gestión de la empresa. El consejo resuelve sobre muchas materias. Entre otras, en lo que se refiere al plan anual de producción; el balance de la empresa; las inversiones; los créditos; la distribución del ingreso neto entre remuneración y fondos de reserva o acumulación, etc.

- Comité de gestión. Compuesto de tres a once personas y del cual forma parte, por derecho propio, el director de la empresa quien, cada tres meses, debe informar acerca de la marcha del plan anual de producción. Hay algunos asuntos que son de la competencia privativa del comité.

- Director. Es elegido conjuntamente por delegados del comité de distrito y los del consejo obrero y forma parte del comité de gestión. El director organiza y dirige el proceso de la producción. Es el responsable directo de que la actividad de la empresa se sujete a las leyes en vigencia. En consecuencia, tiene el derecho y la obligación de vetar todo acuerdo del consejo obrero que infrinja esas disposiciones. En caso de diferendo, somete el asunto ante el comité popular de la comuna.

Por otra parte, el teórico anarquista Abraham Guillén apoyaba un socialismo de mercado autogestionario basado en la «competencia entre grupos colectivos de trabajo, de la democracia directa en las empresas por medio de los consejos autogestores de obreros, técnicos y administrativos, que nombran al director de la fábrica y lo revocan; tienen el control de su empresa».
Por su parte el filósofo Roderick Long defiende que a medida que se eliminen privilegios estructurales que distorsionan el mercado, la libertad económica crearía condiciones donde habría gran variedad de empresas, con lo cual los trabajadores tendrían mucho control sobre su trabajo al poder elegir fácilmente donde laborar e involucraría también mejoras en las estructuras internas de las empresas autogestionadas por la elección de los consumidores haciendo que adopten estructuras flexibles y eficientes que se amolden a los cambios del mercado.

### Distribución de ingresos
Según Alberto Baldra el ingreso bruto de una empresa es el que obtiene con la venta de los productos. Con cargo al ingreso bruto se deducen el costo de los materiales empleados en la producción y el fondo de amortización, que se calcula atendiendo a la duración de los bienes de capital y de acuerdo con las normas que rigen sobre la materia. Como la sociedad es dueña de los medios de producción, la empresa le paga una suma por su uso. En seguida, el consejo obrero resuelve lo que se hace con el resto, es decir, acerca de la parte que debe destinarse al pago de salarios, a la inversión y al llamado consumo colectivo, o sea, la construcción de viviendas, escuelas, hospitales, casas de cultura, etc. El consejo obrero es, en principio, libre para resolver.
Abraham Guillén señala que los trabajadores bajo autogestión «son dueños colectivos de repartir e invertir su excedente económico; deben aportar o invertir una buena parte del mismo para realizar la reproducción ampliada del capital social (comunitario, no estatal)»

### Libertad de empresa o planificación de la producción
La libertad de empresa autogestionada está limitada dependiendo del tipo de modelo. Podría existir un pleno libre mercado, así como estar regido por las directrices del plan económico, elaborado estatal o democráticamente. Los sindicatos deben servir como elemento de conexión entre la clase obrera, para evitar los desequilibrios excesivos entre las distintas empresas autogestionadas debido a deficiencias de estructura productiva (no de baja productividad, mala gestión, etc.). Además deberán representar a los trabajadores si tienen conflictos con entes superiores.

## Aplicación
Como antecedentes del socialismo autogestionario se encuentran en numerosas experiencias históricas, teniendo muy presentes las circunstancias específicas de cada situación. Estas son algunas de estas experiencias:
- La Comuna de París (1871)[8]
- Los soviets rusos (1905 y 1917)[8]
- Los consejos de trabajadores en Alemania (1918)
- Los consejos de fábrica en Italia (1919)
- La Revolución húngara (1919)[8]
- Las comunas agrícolas e industriales de la Revolución majnovista
- Las colectividades en España (1936-37)
- Los kibbutz israelíes (1947)
- Yugoslavia (1950)
- Los Bhoodan Gramdan indios (1951)
- El Octubre polaco (1956)
- Los consejos obreros húngaros (1956)[8]
- Las comunas chinas (1958)
- Argelia (1963)
- La Primavera de Praga bajo el socialismo con rostro humano (1968)[5]
- La teología de la liberación (1968)
- El mayo francés (1968)
- El Gobierno Revolucionario de la Fuerza Armada en Perú (1968)
- Los cordones industriales en Chile bajo el gobierno de Salvador Allende (1972)[9]

### Yugoslavia
El socialismo de autogestión surge como alternativa a las experiencias de socialismo real en la URSS y así será revindicado por socialistas y comunistas no alineados a la URSS, como la República Federal Socialista de Yugoslavia. Para algunos la experiencia yugoslava bajo Josip Broz Tito fue paradigmática respecto a la autogestión. Los principios del socialismo autogestionario como ideología del titoísmo fueron sintetizados en el Programa de Liubliana de 1958 (o Program Saveza Komunista Jugoslavije), que afirmaba que: «El socialismo es un sistema social basado en la socialización de los medios de producción, en que la producción social es dirigida por los productores directos asociados»; y que «el desarrollo, mismo bajo el socialismo, debe proceder a través de la superación de conflictos socioeconómicos endógenos (contradicciones)».
En este sistema de socialismo autogestionario, denominado también Samoupravljanje, se permitía la propiedad privada de los medios de producción y en servicios, en ciertos sectores económicos secundarios, y bajo ciertos límites que varían según el país (en Yugoslavia podían existir empresas de hasta cinco trabajadores en ciertas ramas).[cita requerida] El resto de empresas eran públicas, y controladas por los propios trabajadores de cada empresa, quienes decidían cómo organizarse e invertir, y entre quienes se repartían los beneficios y pérdidas. Los productos de las empresas eran posteriormente vendidos en el mercado, lo cual llevó en ocasiones a la competencia entre empresas.

### Otros países
También Argelia en 1963 intentó la experiencia autogestionaria, durante el Gobierno presidido por Ahmed Ben Bella. En Libia, se empezó a construir desde 1969 a 2011, durante la Gran Yamahiriya Árabe Libia Popular Socialista dirigida por Muammar Gadafi, basado en la tercera teoría universal. De alguna manera se encuentra una tendencia similar en los kibutzim de Israel, especialmente es sus orígenes.
En España el socialismo de autogestión es revindicado por grupos de izquierdas como el Partido Carlista, Anticapitalistas y algunos sectores del Partido Comunista de España. Sindicatos como el Frente Auténtico del Trabajo en México desde los años 1970 promueven también esta propuesta.